# Анна Марлі
А́нна Марлі́ (фр. Anna Marly, рос. Анна Юрьевна Смирнова-Марли; *30 жовтня 1917, Петроград — †15 лютого 2006, США) — французька співачка і авторка пісень українсько-російського походження, громадянка США.
Широку популярність Анна Марлі здобула як авторка «Пісні партизанів», що стала справжнім гімном Французького Опору в роки Другої світової війни.

## Біографія
Анна Марлі (уроджена Анна Юріївна Бетулинська) народилась у дворянській родині (з українським корінням за батьком і грецьким — за матір'ю) у Петрограді в дні Жовтневого перевороту 1917 року в Росії. Батька Анни, Юрія Бетулинського, було заарештовано і розстріляно, коли дівчинці ще не виповнилось і року. Мати з нянькою і двома дочками були змушені терміново залишити Росію — перетнувши фінський кордон, вони за якийсь час опинилися у курортному містечку Ментоні на півдні Франції.
Юна Анна стала артисткою балета в Монте-Карло, водночас вона брала уроки музики в композитора Сергія Прокоф'єва. У 17-річному віці А. Марлі почала виступати зі своїми творами у паризькому кабаре «Шехерезада», саме тоді і прибравши псевдонім «Марлі» (за переказом, випадково знайдений у телефонній книжці).
У 1937 році на конкурсі краси у Парижі, членами журі якого були серед інших Серж Лифар, В. Немирович-Данченко і К. Коровін, Анну була визнано найпершою красунею «емігрантської Росії».
Після окупації Франції нацистами в 1940 році Марлі разом зі своїм чоловіком-голландцем вирушила до Лондона. У 1943 році відомий діяч Французького Опору Емманюель д'Астьє-де-ла-Віжері під час своїх відвідин Лондона почув  «Пісню партизанів» російською у виконанні Анни Марлі. Натхненний твором, він попросив письменника Ж.Кесселя і його племінника Моріса Дрюона (у близькому майбутньому також відомого письменника), які приїхали разом з ним, створити французький текст пісні. «Пісня партизанів» стала гімном Французького Опору як у самій Франції, так і за її межами. «Лаври» творців «Пісні…» дістались Кесселю і Дрюону, авторство оригіналу було визнано за Марлі лише по часі.
Наприкінці Другої світової війни А. Марлі долучилась до Entertainments National Service Association і виконувала свої пісні в Англії перед солдатами країн Антигітлерівської коаліції.
Згодом Анна Марлі розлучилася і по часі взяла шлюб з російським емігрантом Юрієм Смирновим, з яким познайомилась у Південній Америці — са́ме разом з ним вона переїхала до США, і зрештою отримала американське громадянство.

## Творчість і визнання
Анна Марлі — талановита співачка і відомий автор. Крім найвідомішої «Пісні партизанів», вона написала і виконувала ще понад 300 пісень, серед яких такі відомі як «Пісня на три такти» (фр. Une chanson a trois temps) та «Сповідь партизана» (фр. La Complainte du partisan). Твори А. Марлі в різні роки виконували Едіт Піаф, Мірей Матьє, Джоан Баез, Леонард Коен і чимало інших співаків.
На знак визнання творчих заслуг А. Марлі, в першу чергу як автора «Пісні партизанів», у 1985 році під час святкувань 40-ї річниці звільнення Франції її було нагороджено Орденом Почесного легіону.
У СРСР і сучасній Росії ім'я Анни Марлі було і є доволі популярним. Постійно відбуваються виставки, семінари і конференції, присвячені особі Анни Марлі та її творчому доробку.